# William Pulteney, 1:e earl av Bath
William Pulteney, 1:e earl av Bath, född 22 mars 1684 och död 7 juli 1764, var en engelsk politiker.
Bath tillhörde från 1705 parlamentet som en av dess mera framträdande medlemmar. Han var ursprungligen meningsfrände och vän till Robert Walpole, men övergick under dennes långa ministär till en allt häftigare opposition och blev en av Walpoles envisaste motståndare med betydlig andel i den attack, som 1738 i anledning av misshälligheterna med Spanien gjordes mot Walpole. 
Då det efter Walpoles fall uppdrogs åt Pulteney att bilda ministär, avböjde han och nöjde sig med säte i kabinettet och utnämning till earl av Bath. Detta betraktades av många som ett öppet förräderi så snart det blev känt, och därmed var hans inflytande slut. Han deltog dock i de parlamentariska striderna under 1740- och 1750-talet, men med begränsat inflytande.